# T-carrier

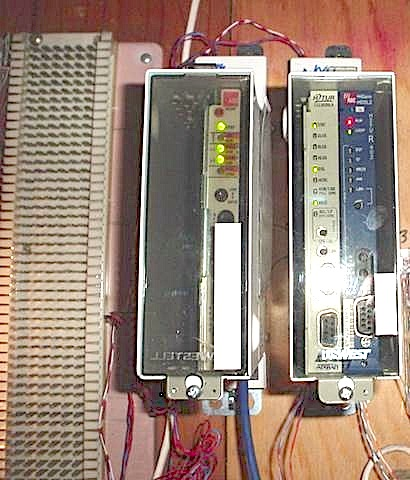
Esquerra: bloc A 66 ; al centre i a la dreta: Armaris que contenen dispositius d'interfície de xarxa Smartjack per a circuits T1.

El T-carrier és un membre de la sèrie de sistemes portadors desenvolupats per AT&T Bell Laboratories per a la transmissió digital de trucades telefòniques multiplexades.
La primera versió, el Transmission System 1 (T1), es va introduir l'any 1962 al Bell System, i podia transmetre fins a 24 trucades telefòniques simultàniament a través d'una única línia de transmissió de cable de coure. Les especificacions posteriors portaven múltiples del T1 bàsic (1.544 Taxes de dades Mbit/s, com ara T2 (6.312 Mbit/s) amb 96 canals, T3 (44.736 Mbit/s) amb 672 canals, i altres.
Encara que un T2 es va definir com a part del sistema T-carrier d'AT&T, que definia cinc nivells, T1 a T5, només s'utilitzaven habitualment els T1 i T3.

## Sistema de transmissió 1
El portador T és una especificació de maquinari per transportar múltiples canals de telecomunicacions multiplexats per divisió temporal (TDM) en un únic circuit de transmissió de quatre fils. Va ser desenvolupat per AT&T als Laboratoris Bell ca. 1957 i emprat per primera vegada el 1962 per a la transmissió de veu digital de modulació de codi de pols (PCM) de llarg recorregut amb el banc de canals D1.
Els operadors T s'utilitzen habitualment per a l'enllaç entre centres de commutació en una xarxa telefònica, inclosos els punts d'interconnexió de centrals privades (PBX). Utilitza el mateix cable de coure de parell trenat que utilitzaven els troncs analògics, utilitzant un parell per transmetre i un altre parell per rebre. Es poden utilitzar repetidors de senyal per a requisits de distància ampliada.
Abans del sistema de portadora T digital, els sistemes d'ones portadores com els sistemes portadors de 12 canals funcionaven mitjançant multiplexació per divisió de freqüència; cada trucada era un senyal analògic. Un tronc T1 podia transmetre 24 trucades telefòniques alhora, perquè utilitzava un senyal portador digital anomenat Digital Signal 1 (DS-1). DS-1 és un protocol de comunicacions per multiplexar els fluxos de bits de fins a 24 trucades telefòniques, juntament amb dos bits especials: un bit de trames (per a la sincronització de trames) i un bit de senyalització de manteniment. La velocitat màxima de transmissió de dades del T1 és d'1,544 megabits per segon.
Fora dels Estats Units, Canadà, Japó i Corea del Sud, s'utilitza el sistema de transport electrònic. E-carrier és un sistema de transmissió similar amb una capacitat més gran que no és directament compatible amb el T-carrier.

## Llegat
Els sistemes portadors de multiplexació de divisió de freqüència existents funcionaven bé per a connexions entre ciutats llunyanes, però requerien moduladors, demoduladors i filtres cars per a cada canal de veu. A finals de la dècada de 1950, Bell Labs va buscar equips terminals més barats per a connexions dins de les àrees metropolitanes. La modulació de codi de pols va permetre compartir un codificador i un descodificador entre diversos troncs de veu, per la qual cosa es va triar aquest mètode per al sistema T1 introduït a l'ús local el 1961. En dècades posteriors, el cost de l'electrònica digital va disminuir fins al punt que un còdec individual per canal de veu es va convertir en un lloc habitual, però aleshores els altres avantatges de la transmissió digital s'havien consolidat.
El format T1 portava 24 senyals de veu multiplexats per divisió de temps modulats per pols, cadascun codificat en fluxos de 64 kbit/s, deixant 8 kbit/s d'informació d'enquadrament que facilita la sincronització i la demultiplexació al receptor. Els canals del circuit T2 i T3 porten múltiples canals T1 multiplexats, donant lloc a velocitats de transmissió de 6,312 i 44,736 Mbit/s, respectivament. Una línia T3 consta de 28 línies T1, cadascuna funcionant a una velocitat de senyalització total d'1,544 Mbit/s. És possible obtenir una línia T3 fraccionada, és a dir, una línia T3 amb algunes de les 28 línies desactivades, el que resulta en una velocitat de transferència més lenta però normalment amb un cost reduït.

## Portadors d'ample de banda més alt
A la dècada de 1970, Bell Labs va desenvolupar sistemes de tarifes més altes. T1C amb un esquema de modulació més sofisticat portava 3 Mbit/s, en aquells cables de parell equilibrat que podien suportar-lo. T-2 portava 6.312 Mbit/s, requerint un cable especial de baixa capacitat amb aïllament d'escuma. Això era estàndard per a Picturephone. T-4 i T-5 utilitzaven cables coaxials, similars als antics portadors L utilitzats per AT&T Long Lines. Els sistemes de relé de ràdio de microones TD també estaven equipats amb mòdems d'alta velocitat per permetre'ls transportar un senyal DS1 en una part del seu espectre FM que tenia una qualitat massa pobre per al servei de veu. Més tard van portar senyals DS3 i DS4. Durant la dècada de 1980 empreses com RLH Industries, Inc. van desenvolupar T1 sobre fibra òptica. La indústria aviat es va desenvolupar i va evolucionar amb esquemes de transmissió T1 multiplexats.

## Preu dels operadors
Els operadors tarifen les línies DS1 de moltes maneres diferents. No obstant això, la majoria es redueixen a dos components simples: bucle local (el cost que cobra el titular local per transportar el senyal des de l'oficina central de l'usuari final, també conegut com a CO, fins al punt de presència, també conegut com a POP, del operador) i el port (cost per accedir a la xarxa telefònica o a Internet a través de la xarxa de l'operador). Normalment, el preu del port es basa en la velocitat d'accés i el nivell de compromís anual, mentre que el bucle es basa en la geografia. Com més lluny sigui el CO i el POP, més costarà el bucle